# أندرو كارني
أندرو كارني (بالإنجليزية: Andrew Carney)‏ هو شخصية أعمال أيرلندي، ولد في 12 مايو 1794 في مقاطعة كافان في جمهورية أيرلندا، وتوفي في 3 أبريل 1864 في بوسطن في الولايات المتحدة.